# Move Along (canción)
Move Along es la canción que da título y el segundo sencillo extraído del álbum The All-American Rejects 'segundo estudio de Move Along. "Move Along" es la banda más duradera único. La pista se quedó en la lista Billboard Hot 100 Top 50 durante 39 semanas debido a la cantidad de tiempo que tomó a la superficie. Fue lanzado en febrero y alcanzó el puesto # 1 en TRL, pero no de éxitos hasta finales de marzo, ya que su sencillo "Dirty Little Secret" se siguen realizando en las listas de Billboard. Hasta la fecha, "Move Along" ha vendido más de 2 millones de descargas digitales.

## Vídeo de la música
Comienza con Tyson Ritter caer en una piscina vacía antes de que la canción comienza. Cuando la canción se queda allí comienza a cantar mientras que el fondo y su traje de cambios y otra vez. Luego vuelve a la escena en la que cae a la piscina. La gente aparece de la nada y se lo llevan a un piano y el resto de la banda. El estilo rápido corte del vídeo fue inspirado por Marlowe Gregorio, que ha publicado su propia versión del video en YouTube. [Cita requerida] También, el baterista Chris Gaylor puede ser visto usando una camiseta de la banda de crust punk Filth and Tyson llevaba una camisa de Nuestra Señora de Guadalupe. 
El vídeo sigue el tema general presentado por la letra de la canción, la de la perseverancia a través de dificultades. La mayoría del vídeo es la de Tyson Ritter de pie un poco quieto mientras que cambia rápidamente trajes dan la apariencia de diferentes escenas. La primera escena se Ritter como trabajador de cuello blanco que se le gritó a su gerente. Las escenas (y su aparición) el cambio, mostrando que es un cirujano que al parecer ha tenido éxito en salvar a un paciente y la cena comer solo en la mesa, mientras que la silla sobre la mesa tiene una configuración de sitio, pero se encuentra vacío, colocando un anillo de compromiso en el dedo de una niña, solo para tener su retírelo y pie; un miembro de la familia de una víctima de un ataque al corazón, el conductor de un coche que se estrelló contra un poste de luz, un jugador de hockey que se encuentra en el lado perdedor de una paliza 58-7, un joven que sufren al final de la dura diatriba de un padre enojado.
- Datos: Q2396130